# 미나가와 히로시

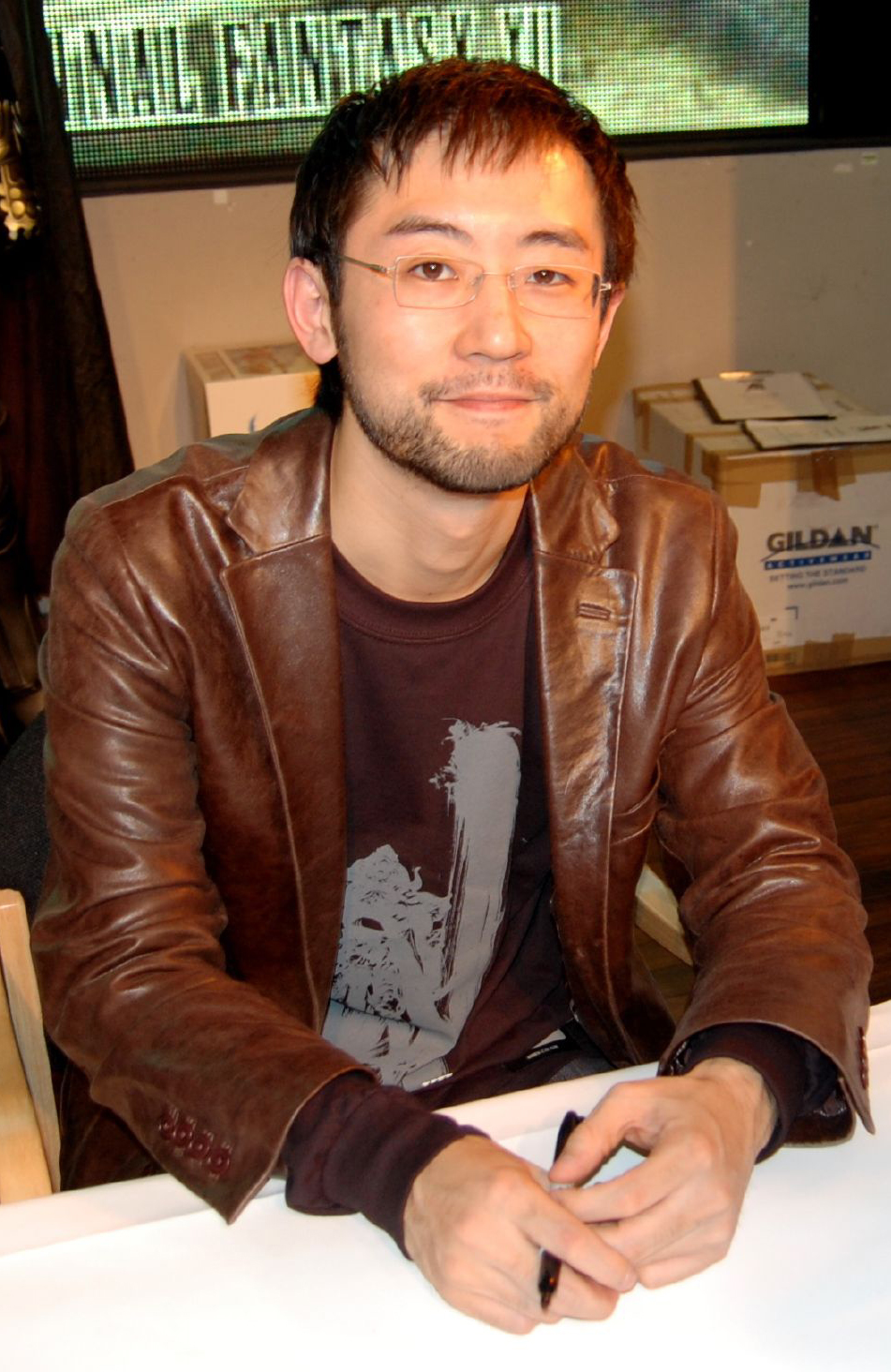
파이널 판타지 XII 유럽 런칭 행사에 참석 중인 미나가와

미나가와 히로시(皆川裕史, 1970년 출생)는 '니고로'라는 별명으로도 알려진 일본의 비디오 게임 아티스트, 디자이너 및 감독이다.

## 작품
- 전설의 오거 배틀
- 택틱스 오거
- 파이널 판타지 택틱스
- 베이그랜트 스토리
- 파이널 판타지 IX
- 파이널 판타지 택틱스 어드밴스
- 파이널 판타지 XII
- 파이널 판타지 XII
- 파이널 판타지 XIII
- 파이널 판타지 XIV (2010년 비디오 게임)
- 택틱스 오거: 리본
- 파이널 판타지 XIV
- 드래곤 퀘스트 빌더즈: 아레프갈드를 부활시켜라
- 파이널 판타지 XII
- 드래곤 퀘스트 빌더즈 2: 파괴신 시도와 텅 빈 섬
- 파이널 판타지 XVI